# Коналл мак Эйдан
Коналл мак Эйдан (гэльск. Conall mac Áedáin; умер в 811) — король гэльского королевства Дал Риада, правил с 807 по 811 год.
Коналл был сыном некоего Эйдана. Согласно «Анналам Ульстера», в 807 году он убил своего предшественника Коналла и сам стал править Дал Риадой. Коналл правил до 811 года. Ему наследовали Эохайд IV и Домналл III, представители Дал Риадской династии.